# Sønder Vissing Sogn
Sønder Vissing Sogn er et sogn i Horsens Provsti (Århus Stift).
I 1800-tallet var Voerladegård Sogn anneks til Sønder Vissing Sogn. Begge sogne hørte til Tyrsting Herred i Skanderborg Amt. Sønder Vissing-Voerladegård sognekommune blev ved kommunalreformen i 1970 indlemmet i Brædstrup Kommune. Dennes hovedpart inkl. Sønder Vissing Sogn kom ved strukturreformen i 2007 til Horsens Kommune, men Voerladegård Sogn stemte sig til Skanderborg Kommune. 
I Sønder Vissing Sogn ligger Sønder Vissing Kirke.
I sognet findes følgende autoriserede stednavne:
- Addit (bebyggelse)
- Addit Hede (bebyggelse)
- Addithus
- Additnæs (bebyggelse)
- Havbækhus (bebyggelse)
- Heden (bebyggelse)
- Kongens Høj (areal)
- Lyngbjerg (areal)
- Løndal (bebyggelse)
- Møgelbjerg (areal)
- Nedenskov (bebyggelse)
- Ny Vissingkloster (bebyggelse)
- Nørreskov (areal)
- Sivkær (bebyggelse)
- Sønderskov (areal)
- Sønder Vissing (bebyggelse)
- Vilholt (bebyggelse, ejerlav)
- Vissinggård Funkisby (bebyggelse)
- Vissinggård
- Vissingkloster (bebyggelse, ejerlav)
- Voervadsbro (bebyggelse)
- Vænghuse (bebyggelse)
- Vængsø (bebyggelse, vandareal)